# Fjölsvinnsmál

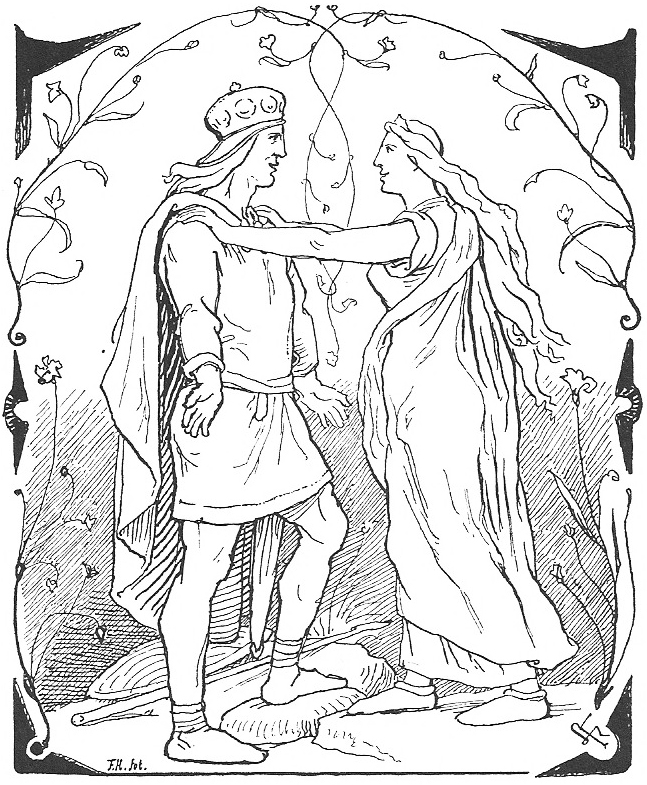
Ilustración para la traducción danesa de Karl Gjellerup de los Edda (Den ældre Eddas Gudesange, 1895): Svipdagr y Menglöð.

Fjölsvinnsmál (Los dichos de Fjölsvinnr) es el segundo de los dos poemas en nórdico antiguo que conforman El canto de Svipdagr (Svipdagsmál). En el primer poema, Svipdag relata la ayuda de su madre muerta, Gróa, una bruja que lo asiste en la realización de una tarea impuesta por su cruel madrastra.
Al comienzo de la segunda parte, Fjölsvinnsmál, Svipdagr llega a un castillo en la cumbre del monte Lyfjaberg. Allí se encuentra con un gigante vigilante llamado Fjölsvinnr, quien rudamente le pregunta su nombre y le dice que se marche. Svipdagr, sabiamente, oculta su nombre.
A esto le sigue un juego de preguntas y respuestas con adivinanzas durante el que Svipdag descubre que la giganta Menglöð vive en el castillo custodiada por Fjölsvinnr y que nadie podrá entrar salvo el propio Svipdag. Entonces, este da su verdadero nombre, se abren las puertas del castillo y Menglöð saluda a su salvador.
La pieza está considerada como una de las más tardías de los poemas éddicos. Sin embargo, su contenido en algunas partes es bastante críptico y algunas estrofas están dañadas.